# Beatriz Francisca de Assis Brandão
Beatriz Francisca de Assis Brandão (29 de julio de 1779 - 5 de febrero de 1868) fue una poeta, traductora, música, educadora y feminista neoclásica o arcadiana brasileña. Una de las pocas intelectuales y artistas prominentes en Brasil durante el reinado de Pedro II, se hizo conocida por su poesía, publicada con frecuencia en los periódicos brasileños. A través de su vida y su trabajo, desafió los roles sociales dominantes para las mujeres en ese momento y jugó un papel importante en la historia social, política y cultural de Brasil.

## Biografía
Brandão nació en una familia acomodada de ascendencia europea en la ciudad de Vila Rica (ahora Ouro Preto), Minas Gerais en el sureste de Brasil.
Fue la sexta y menor hija del sargento dragón Francisco Sanches Brandão e Isabel Feliciana Narcisa de Seixas. La familia Brandão tenía estrechos vínculos con la familia imperial brasileña, que ella mantuvo durante toda su vida. También fue prima hermana de Maria Joaquina Dorotéia de Seixas, partícipe de la Conspiración de Minas y amante del poeta Tomás António Gonzaga a quien inmortalizó en Marília de Dirceu.
Se casó con un teniente llamado Vicente Batista Rodrigues Alvarenga en mayo de 1816, a la edad de 33 años. Más tarde, después de vivir separada de su esposo durante siete años, finalmente obtuvo el divorcio en 1839. Una vez finalizado el proceso, se trasladó a la ciudad de Río de Janeiro, acompañada de una sobrina y una esclava. Vivió en Río hasta su muerte el 5 de febrero de 1868.
Paralelamente a sus actividades literarias, Brandão trabajó durante toda su vida como educadora en escuelas para mujeres jóvenes para mantenerse, tanto en Ouro Preto como en Río de Janeiro. Fue una influyente defensora del derecho de las mujeres a la educación en Brasil.